# Paul Durrieu

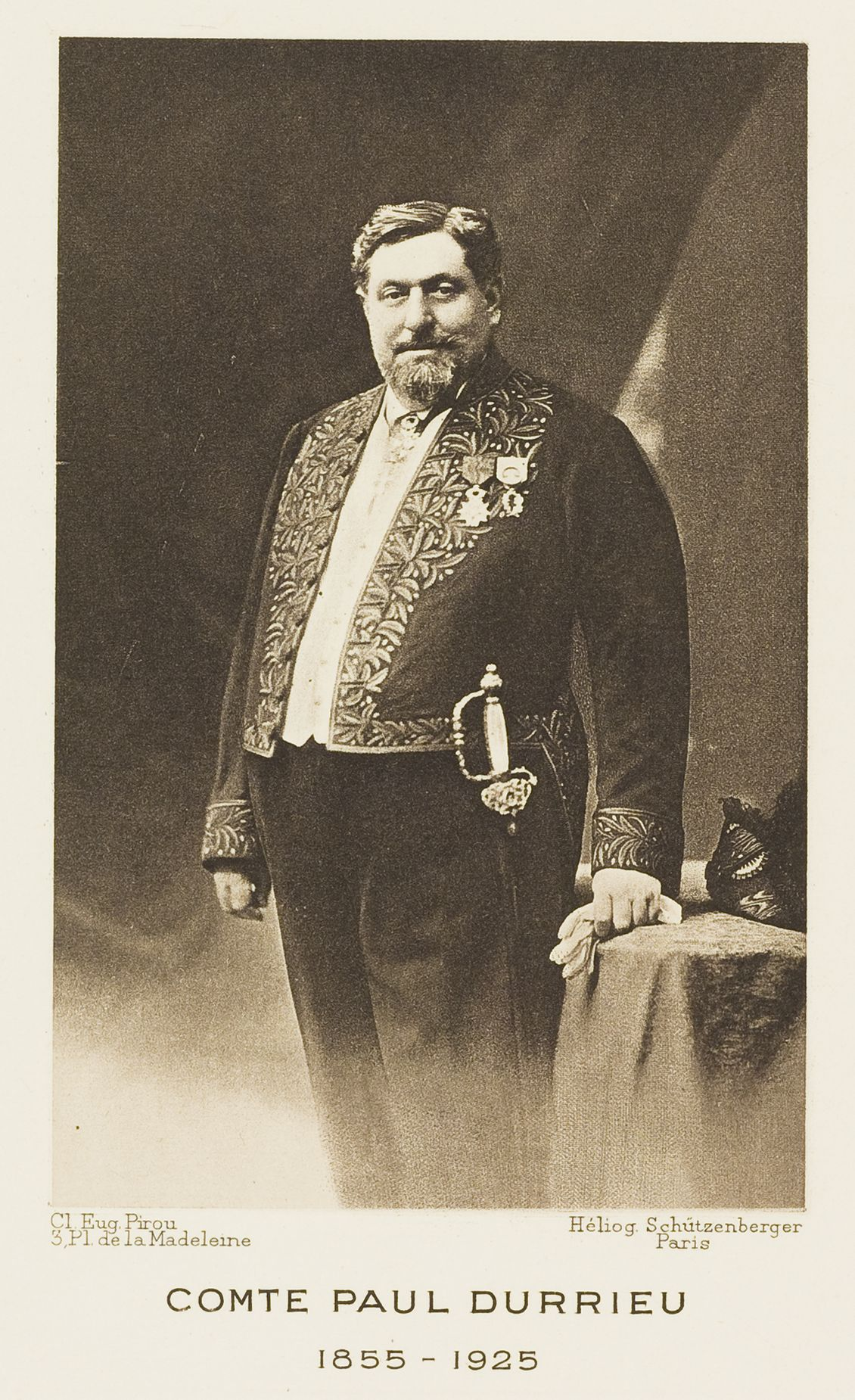
Paul Durrieu

Paul Durrieu, född 1855, död 1925, var en fransk greve och konsthistoriker.
Durrieu var anställd vid Louvren och inlade stora förtjänster om utforskandet av 1300- och 1400-talens franska konsthistoria, särskilt genom undersökningar av illuminerade handskrifter. Durrieu har bland annat utgett flera tideböcker, vidare Les débuts des Van Eyck (1903), Les Antiquités judaïques et le peintre Jean Foucquet (1908) samt La miniature flamande à la cour de Bourgogne de 1415 à 1530 (1921).